# マテウス・ガムロット
マテウス・ガムロット（Mateusz Gamrot、1990年12月11日 - ）は、ポーランド共和国の男性総合格闘家。シロンスク県ビェルスコ＝ビャワ出身。アメリカン・トップチーム/レッド・ドラゴン・ポズナン所属。UFC世界ライト級ランキング8位。元KSWライト級王者。元KSWフェザー級王者。

## 来歴
中学生の頃からフリースタイルレスリングを経験。その後、レスリングでポーランド代表チームに選抜され、ポーランドのレスリングジュニア選手権、ユース選手権でメダルを獲得した。2011年から総合格闘技のトレーニングを始め、2012年（71kg級）、2013年（70kg級）のアマチュア総合格闘技ヨーロッパ選手権で金メダルを獲得し、2014年、アブダビコンバットの欧州選手権（77kg級）で優勝するなどグラップリングでも活躍した。

### 総合格闘技
2012年、 プロ総合格闘技デビュー。

#### KSWライト級王座獲得
2016年5月27日、KSW 35のKSWライト級王座決定戦でマンスール・ベルナウイと対戦し、3-0の判定勝ち。王座獲得に成功した。
2016年10月1日、KSW 36のKSWライト級タイトルマッチで挑戦者ヘナート・ゴメス・ガブリエルと対戦し、ヒールフックで2R一本勝ち。王座の初防衛に成功した。
2017年5月27日、KSW 39のKSWライト級タイトルマッチで挑戦者ノーマン・パークと対戦し、3-0の判定勝ち。2度目の王座防衛に成功した。
2018年3月3日、KSW 42のKSWライト級タイトルマッチで挑戦者グルゼゴルツ・スズラコウスキーと対戦し、キーロックで4R一本勝ち。3度目の王座防衛に成功した。

#### KSWフェザー級王座獲得・二階級制覇
2018年12月1日、KSW 46のKSWフェザー級王座決定戦でクレベル・コイケと対戦。スタンドの攻防で終始圧倒し3-0の5R判定勝ち。ライト級に続いてフェザー級の王座獲得に成功し、KSW二階級制覇を達成した。
2020年8月29日、KSW 54のKSWライト級タイトルマッチで挑戦者マリアン・ジョルコフスキと対戦し、3-0の5R判定勝ち。4度目の王座防衛に成功した。

### UFC
2020年10月18日、UFC初参戦となったUFC Fight Night: Ortega vs. The Korean Zombieでグラム・クタテラーゼと対戦。接戦を繰り広げたが、僅差で1-2の判定負け。キャリア初黒星を喫したものの、ファイト・オブ・ザ・ナイトを受賞した。
2021年4月10日、UFC on ABC: Vettori vs. Hollandでスコット・ホルツマンと対戦し、右ストレートでダウンを奪いパウンドで2RKO勝ち。パフォーマンス・オブ・ザ・ナイトを受賞した。
2021年7月17日、UFC on ESPN: Makhachev vs. Moisésでジェレミー・スティーブンスと対戦し、キムラロックで1R一本勝ち。2試合連続のパフォーマンス・オブ・ザ・ナイトを受賞した。
2021年12月18日、UFC Fight Night: Lewis vs. Daukausでライト級ランキング12位のディエゴ・フェレイラと対戦し、ボディへの膝蹴りで2RTKO勝ち。
2022年6月25日、UFC on ESPN: Tsarukyan vs. Gamrotでライト級ランキング11位のアルマン・ツァルキヤンと対戦し、3-0の5R判定勝ち。ファイト・オブ・ザ・ナイトを受賞した。
2022年10月22日、UFC 280でライト級ランキング6位のベニール・ダリウシュと対戦し、0-3の判定負け。
2023年3月4日、UFC 285でライト級ランキング10位のジェイリン・ターナーと対戦し、2-1の判定勝ち。
2023年9月23日、UFC Fight Night: Fiziev vs. Gamrotでライト級ランキング6位のラファエル・フィジエフと対戦。互角の展開の中、2Rに右ミドルキックを放ったフィジエフが左膝を負傷したためTKO勝ち。
2024年3月9日、UFC 299でライト級ランキング11位の元UFC世界ライト級王者ハファエル・ドス・アンジョスと対戦し、3-0の判定勝ち。
2024年8月18日、UFC 305でライト級ランキング11位のダン・フッカーと対戦し、1-2の判定負け。敗れはしたものの、ファイト・オブ・ザ・ナイトを受賞した。

## 人物・エピソード
- 尊敬する人物として元UFC世界ミドル級・ウェルター級王者のジョルジュ・サンピエール、元UFC世界女子ストロー級王者のヨアナ・イェンジェイチックを挙げている。
- 既婚者であり、娘と息子がいる。

## 戦績
| 総合格闘技 戦績 | 総合格闘技 戦績 | 総合格闘技 戦績 | 総合格闘技 戦績 | 総合格闘技 戦績 | 総合格闘技 戦績 | 総合格闘技 戦績 |
| --------------- | --------------- | --------------- | --------------- | --------------- | --------------- | --------------- |
| 29 試合         | (T)KO           | 一本            | 判定            | その他          | 引き分け        | 無効試合        |
| 25 勝           | 8               | 5               | 12              | 0               | 0               | 1               |
| 3 敗            | 0               | 0               | 3               | 0               | 0               | 1               |

| 勝敗 | 対戦相手                         | 試合結果                                   | 大会名                                                     | 開催年月日     |
| ○    | ルドビト・クライン               | 5分3R終了 判定3-0                          | UFC Fight Night: Blanchfield vs. Barber                    | 2025年5月31日  |
| ×    | ダン・フッカー                   | 5分3R終了 判定1-2                          | UFC 305: du Plessis vs. Adesanya                           | 2024年8月18日  |
| ○    | ハファエル・ドス・アンジョス     | 5分3R終了 判定3-0                          | UFC 299: O'Malley vs. Vera 2                               | 2024年3月9日   |
| ○    | ラファエル・フィジエフ           | 2R 2:03 TKO（左膝の負傷）                  | UFC Fight Night: Fiziev vs. Gamrot                         | 2023年9月23日  |
| ○    | ジェイリン・ターナー             | 5分3R終了 判定2-1                          | UFC 285: Jones vs. Gane                                    | 2023年3月4日   |
| ×    | ベニール・ダリウシュ             | 5分3R終了 判定0-3                          | UFC 280: Oliveira vs. Makhachev                            | 2022年10月22日 |
| ○    | アルマン・ツァルキヤン           | 5分5R終了 判定3-0                          | UFC on ESPN 38: Tsarukyan vs. Gamrot                       | 2022年6月25日  |
| ○    | ディエゴ・フェレイラ             | 2R 3:26 TKO（ボディへの膝蹴り）            | UFC Fight Night: Lewis vs. Daukaus                         | 2021年12月18日 |
| ○    | ジェレミー・スティーブンス       | 1R 1:05 キムラロック                       | UFC on ESPN 26: Makhachev vs. Moisés                       | 2021年7月17日  |
| ○    | スコット・ホルツマン             | 2R 1:22 KO（右ストレート→パウンド）        | UFC on ABC 2: Vettori vs. Holland                          | 2021年4月10日  |
| ×    | グラム・クタテラーゼ             | 5分3R終了 判定1-2                          | UFC Fight Night: Ortega vs. The Korean Zombie              | 2020年10月18日 |
| ○    | マリアン・ジョルコフスキ         | 5分5R終了 判定3-0                          | KSW 54 【KSWライト級タイトルマッチ】                       | 2020年8月29日  |
| ○    | ノーマン・パーク                 | 3R 3:02 TKO（ドクターストップ）            | KSW 53                                                     | 2020年7月11日  |
| ○    | クレベル・コイケ                 | 5分5R終了 判定3-0                          | KSW 46 【KSWフェザー級王者決定戦】                         | 2018年12月1日  |
| ○    | グルゼゴルツ・スズラコウスキー   | 4R 4:15 キーロック                         | KSW 42 【KSWライト級タイトルマッチ】                       | 2018年3月3日   |
| －   | ノーマン・パーク                 | 2R 4:39 ノーコンテスト（偶発的なサミング） | KSW 40                                                     | 2017年10月22日 |
| ○    | ノーマン・パーク                 | 5分3R終了 判定3-0                          | KSW 39 【KSWライト級タイトルマッチ】                       | 2017年5月27日  |
| ○    | ヘナート・ゴメス・ガブリエル     | 2R 3:46 ヒールフック                       | KSW 36 【KSWライト級タイトルマッチ】                       | 2016年10月1日  |
| ○    | マンスール・ベルナウイ           | 5分3R終了 判定3-0                          | KSW 35 【KSWライト級王座決定戦】                           | 2016年5月27日  |
| ○    | マリフ・ピラエフ                 | 2R 3:21 TKO（パウンド）                    | KSW 32                                                     | 2015年10月31日 |
| ○    | ホドリゴ・カルバレイロ・コヘイア | 3R 4:54 TKO（パウンド）                    | KSW 30                                                     | 2015年2月21日  |
| ○    | ウカシュ・クレウィッキ           | 5分3R終了 判定3-0                          | KSW 29                                                     | 2014年12月6日  |
| ○    | ティム・ニューマン               | 1R 1:37 ヒールフック                       | Cage Warriors 72                                           | 2014年9月13日  |
| ○    | ジェファーソン・ジョージ         | 5分3R終了 判定3-0                          | KSW 27                                                     | 2014年5月17日  |
| ○    | アンドレ・ウィナー               | 5分3R終了 判定3-0                          | KSW 24                                                     | 2013年9月28日  |
| ○    | マテウシュ・ザワツキ             | 2R 5:00 TKO（コーナーストップ）            | KSW 23                                                     | 2013年6月8日   |
| ○    | トマシュ・デアーク               | 5分2R終了 判定3-0                          | XFS - Night of Champions 5                                 | 2012年10月20日 |
| ○    | トマシュ・マツゼフスキ           | 1R 1:11 ギロチンチョーク                   | XFS - Night of Champions 4 【NoCライト級トーナメント決勝】 | 2012年4月21日  |
| ○    | アルビ・シャマエフ               | 2R 3:57 TKO（ドクターストップ）            | XFS - Night of Champions 3                                 | 2012年2月4日   |

## 獲得タイトル

### 総合格闘技
- 第2代KSWライト級王座（2015年）
- 第4代KSWフェザー級王座（2018年）

### アマチュア総合格闘技
- アマチュア総合格闘技ポーランド・オープン選手権 73kg未満級 金メダル（2011年）
- アマチュア総合格闘技ヨーロッパ選手権 71kg未満級 金メダル（2012年）
- アマチュア総合格闘技ヨーロッパ選手権 70kg未満級 金メダル（2013年）

### レスリング
- ポーランドシニアカップ 66kg未満級 3位（2008年）
- ポーランド国際ジュニア選手権 66kg未満級 2位（2009年）
- ポーランドジュニア選手権 66kg未満級 3位（2010年）
- ポーランドユース選手権 1位（2010年）
- ポーランドジュニア選手権 74kg未満級 2位（2010年）

### グラップリング
- ポーランド選手権 ノーギ 74kg未満級 青帯部門 1位（2012年）
- FILA欧州選手権 ノーギ 1位（2013年）
- ポーランド選手権 77kg未満級 1位（2013年）
- ADCC欧州選手権 77kg級 1位（2014年）
- ADCC欧州選手権 76.9kg級 3位（2015年）
- ADCC欧州選手権 77kg級 2位（2018年）
- ADCC欧州選手権 77kg級 1位（2019年）

## 表彰
- UFCパフォーマンス・オブ・ザ・ナイト（2回）
- UFCファイト・オブ・ザ・ナイト（2回）